# Списък на политическите партии в Ангола
Партийната система в Ангола е с една доминираща партия, управляващата от получаването на независимост на страната през 1975 година Народно движение за освобождение на Ангола - Партия на труда, и няколко значително по-малки партии.

## Парламентарно представени партии
| Партия                                                       | Места в парламента (2012) | Идеология        |
| ------------------------------------------------------------ | ------------------------- | ---------------- |
| Народно движение за освобождение на Ангола - Партия на труда | 175                       | Социалдемокрация |
| Национален съюз за пълна независимост на Ангола              | 32                        | Национализъм     |
| Широко обединение за спасение на Ангола - Изборна коалиция   | 8                         |                  |
| Партия на социалното обновление                              | 3                         |                  |
| Национален фронт за освобождение на Ангола                   | 2                         | Консерватизъм    |